# 穆勒散射
在量子电动力学中，穆勒散射（英語：Møller scattering）指电子-电子到电子-电子的散射过程，得名于计算出极端相对论极限下该散射的截面的丹麦物理学家克里斯蒂安·穆勒。该过程可以表示为：
{\displaystyle e^{-}e^{-}\longrightarrow e^{-}e^{-}}
该散射截面的领头项由t-道和u-道两张费曼图贡献，它们分别描述两个电子交换虚光子进而发生散射的两个过程。穆勒散射的t-道图和u-道图分别与巴巴散射（即电子-正电子到电子正电子的散射）的s-道图和u-道图交叉对称。